# Mooi! Weer De Leeuw

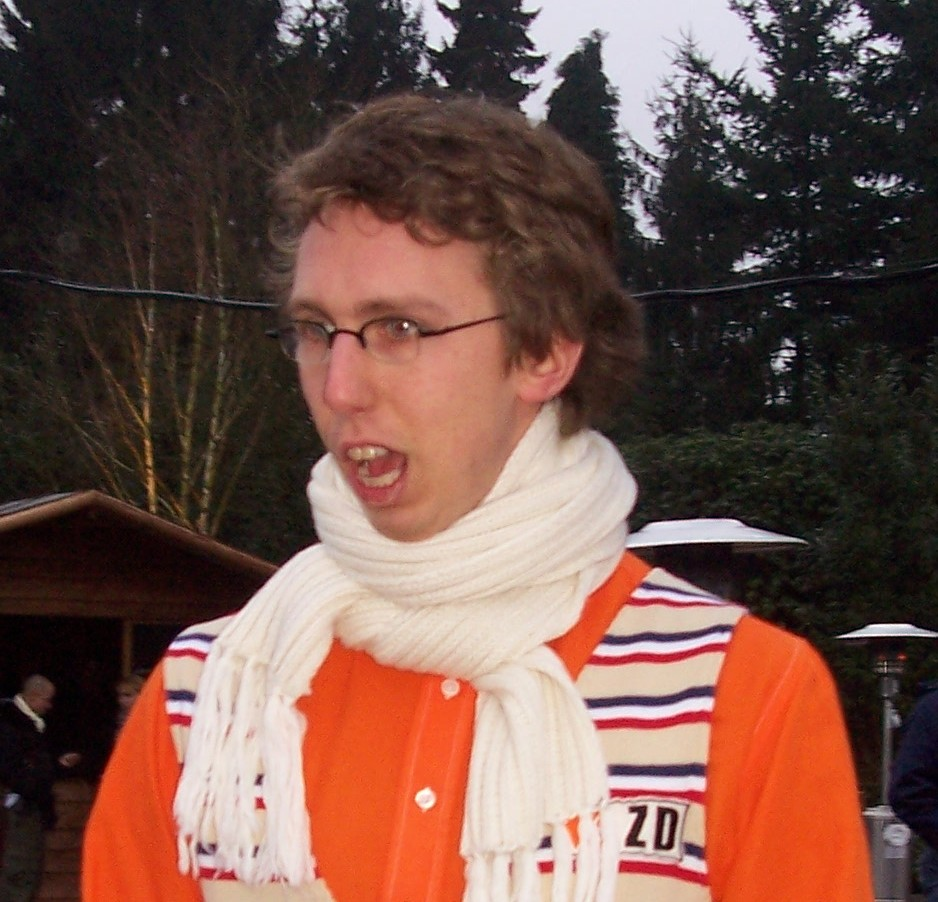
Adje is een van de vaste gasten in Mooi! Weer De Leeuw.

Mooi! Weer De Leeuw was een komisch en positief amusementsprogramma van de Nederlandse Publieke Omroep dat werd uitgezonden op Nederland 1 bij de VARA. Het programma startte in augustus 2005 en werd gepresenteerd door Paul de Leeuw, hier stamt tevens het programma naam vandaan. De show werd vanaf september 2006 opgenomen in Studio Cé te Almere. Daarvoor (2005-2006) werd het programma opgenomen in een studio van United Broadcast Facilities BV in Weesp. In de laatste 13 weken werd daar iedere vrijdagavond live PaPaul uitgezonden waar uiteindelijk het concept voor Mooi! Weer De Leeuw ontstond. In Weesp werd ook het programma Pauls Parenavond opgenomen. Hierin ontving De Leeuw grote gasten zoals Robbie Williams.
Mooi! Weer De Leeuw was qua uitzendtijd de opvolger van Kopspijkers. Het werd op zaterdagavond uitgezonden. Het programma begon als zomeropvuller onder de titel Mooi Weer! De Leeuw. Echter, door het succes werd het programma verlengd tot buiten het zomerseizoen en werd de titel veranderd in Mooi! Weer De Leeuw. In het begin werd het programma rechtstreeks uitgezonden, maar toen Cor Bakker, volgens Pauls woorden, een baan had, werd het programma meestal van tevoren opgenomen. Dit werd meestal op de donderdag voor de uitzending gedaan. Het kwam ook voor dat het op een vrijdag of op de dag zelf werd opgenomen. Naast De Leeuw waren Adje en pianist Cor Bakker en zijn orkest terugkerende elementen in de show.
Op 31 mei 2009 werd de laatste Mooi! Weer de Leeuw uitgezonden. In het najaar van 2009 kwam er een nieuw programma terug van Paul de Leeuw, Lieve Paul.

## Format
Het basisformat was vergelijkbaar met de Surpriseshow van Henny Huisman. Als verrassing werden diverse wensen van mensen vervuld. In tegenstelling tot het programma van Henny Huisman, werd hierbij de nadruk gelegd op hilariteit.
Oorspronkelijk, in de zomerversie, werd dit aangevuld met een competitie, wie de beste weerman was. Er was ook ruimte voor andere opvullingen. Zo bevatte het programma ook muzikale onderdelen en traden er iedere week (internationale) artiesten op. Zo waren onder andere Lionel Richie, Lady Gaga, Michael Bublé en Kylie Minogue in de show te zien.
Een onderdeel dat een tijdje te zien is geweest is Adjes-A-Team. In dit onderdeel ging iemand uit het publiek iets met Adje van Nispen (gespeeld door Arijan van Bavel) doen. Deze dingen varieerden van Adje onthoofden tot het rijden door een met graffiti bespoten muur.
In het voorjaar van 2008 was er het onderdeel Clown zoekt Kind als parodie op het succes van Boer zoekt Vrouw (dat op zondag altijd voor "The Day After" op Nederland 1 werd uitgezonden). Hierin speelde De Leeuw de rol van de in een verlaten caravan wonende Tippi de Clown (en ook die van de dikke presentatrice met het roze wollen petje die op Yvon Jaspers moest lijken). Tippi was een eenzaam clowntje dat verdacht veel op een kalende Bassie leek en een maatje zocht. Er werden een aantal kinderen uit het publiek geselecteerd en uiteindelijk won - niet toevallig - een jongetje luisterende naar de naam Tippi, wat nogal "Typish" was.
Een andere terugkerende personage was Brigadier Roosen. Brigadier Roosen dankte zijn populariteit aan zijn bril in combinatie met (loshangende) snor. Hij loste vermissingen op waarbij hij o.a. vermiste huisdieren, computers of gestolen sieraden probeert terug te vinden van kijkers.

### Aanvullende uitzendingen
Hoewel het programma zaterdags werd uitgezonden, hield het daarbij meestal niet op. Het ging op internet nog een uur door. Dit uur werd op de televisie onder de noemer "The Day After" zondagavond op Nederland 1 en maandagavond op Nederland 3 uitgezonden.
Bij aanvang van het nieuwe seizoen in september 2008, vond er een aantal tijdelijke wijzigingen plaats in de uitzenddagen. Omdat Paul de Leeuw in dezelfde periode jurylid was voor het programma Op zoek naar Joseph, werd "The Day After" de eerste zeven weken, tot begin november, geschrapt. In plaats daarvan werd in die weken op vrijdagavond "The Warming Up" uitgezonden, waarmee de kijker een blik achter de schermen werd geboden. De uitzendingen duurden ongeveer 40 minuten, waarin De Leeuw de afgelopen week kort doornam met personen uit het nieuws, en alvast aankondigde welke gasten er de volgende dag aanwezig zouden zijn.

## Specials

### Mooi! Weer de Sint
In de jaargangen 2005, 2006, 2007 en 2008 werden in de begin dagen van december een speciale Sinterklaas aflevering gemaakt onder de naam Mooi! Weer de Sint waarin presentator Paul de Leeuw met Sinterklaas diverse wensen van mensen uit het publiek liet uitkomen.

### Mooi jaar! De Leeuw
In de jaargangen 2006 en 2007 werd op 31 december vanwege de jaarwisseling een speciale variant van het programma uitgezonden onder de naam Mooi jaar! De Leeuw soms ook aangeduid als Mooi jaar! Weer De Leeuw. In deze afleveringen ging De Leeuw hetzelfde te werk als in het originele format, echter stonden deze afleveringen in het teken van oudejaarsavond. Het programma werd in 2006 door 2.250.000 kijkers bekeken en in 2007 door 1.987.000 kijkers, hiermee was het programma in beide jaargangen het best bekeken programma van de avond.

### Mooi! Weer De Leeuw: De Marathon
Op 29 november t/m 30 november 2008 werd een 12 uur durende rechtstreekse marathonuitzending van het programma gehouden, deze verscheen onder de naam Mooi! Weer De Leeuw: De Marathon. Deze was ter gelegenheid van het 25-jarig jubileum van Paul de Leeuw als artiest. Van half negen 's avonds tot half negen 's ochtends zond de VARA rechtstreeks uit. Deze uitzending was verdeeld in de volgende onderdelen:
- Mooi! Weer de Leeuw 20.30 - 22.15
- Vrouwen & Humor 22.30 - 23.15
- Hoe is het met? 23.15 - 00.00
- Ranking the Stars 00.15 - 01.00
- Theater! Theater 01.00 - 02.00
- Surprise! Surprise! (Kopspijkers) 02.15 - 02.45
- Poppers in Concert 02.45 - 03.45
- Moppentoppers in Concert 04.00 - 04.30
- Nachtsuite 04.30 - 05.30
- Hoe trekken we Paul over de streep? 05.45 - 06.30
- Live met Paul en Linda 06.30 - 07.15
- Sinterklaasje kom maar binnen met ontbijt 07.30 - 08.30

Na het eerste deel van deze uitzending (meting tot 2.00 uur) waren de kijkcijfers 1,8 miljoen (de kijkcijferdichtheid bedroeg 36,3 %). Deze uitslag kwam Linda de Mol nog tijdens de uitzending brengen in een enveloppe. Hierbij had ze ook de uitslag van haar programma Ik hou van Holland, dat deels tegelijkertijd werd uitgezonden. De Leeuw was winnaar qua cijfers.

## Succes
Het programma was een van de meest bekeken programma's op de zaterdagavond. Wekelijks keken er meer dan 1,7 miljoen mensen naar de televisie-uitzending. The Day After rekende daarnaast op zo'n 1,1 miljoen kijkers. Aan het begin van de week werden de programma's herhaald, waar steeds honderdduizenden mensen naar keken.
Mooi! Weer De Leeuw was genomineerd voor Gouden Televizier-Ring 2007, maar won deze prijs uiteindelijk niet, de prijs werd gewonnen door De Wereld Draait Door. Wel won Paul de Leeuw diezelfde avond zijn tweede Zilveren Televizier Ster voor beste mannelijke televisiepersoonlijkheid.
In 2008 won Mooi! Weer De Leeuw dan toch met 48% van de stemmen de Gouden Televizier-Ring. Het programma was samen met Gooische Vrouwen en Op zoek naar Evita genomineerd. Tevens won Paul de Leeuw voor de derde achtereenvolgende keer de Zilveren Televizier Ster.

## Trivia
- Mooi! Weer De Leeuw was een van de duurste programma's van de VARA. Elke aflevering kostte ongeveer € 120.000 euro.[6]
- Het introliedje "Wakker met een wensje" van Mooi! Weer De Leeuw is een aangepaste versie van "Wakker met een Wijsje" van Kinderen voor Kinderen 12.

12 steden, 13 ongelukken · Alles draait om geld · Bergen Binnen · Büch's Boeken · Buitenhof ** · Bureau Kruislaan · Cabaret & Co · Comedytrain presenteert · Deadline · Dr. Ellen · Ernstige Delicten · Factor Giel · Gebak van Krul · GIEL · Herexamen · Hoe bestaat het · Hof van Joosten · Hollands Hoop · In goed gezelschap · Is dat eigenlijk wel zo? · Jules Unlimited · Kanniewaarzijn · Kassa · Kassa 3 · Kinderen geen bezwaar · Kinderen voor Kinderen · Kopspijkers · Kun je het al zien? · Het Lagerhuis · Langs de Leeuw · Langs Sint en De Leeuw · De leugen regeert · Lieve Paul · Lieve Paul & Sint · MaDiWoDoVrijdagshow · De Mega Mike & Mega Thomas Show · Mooi! Weer De Leeuw · Mooi! Weer de Sint · Nieuwslicht · NOVA * · Oppassen!!! · Overspel · Panache · PAU!L · PAU!L en Sint! · Pauls Kadoshow · Pauls Puber Kookshow · Pauw & Witteman · Per Seconde Wijzer · Sint & De Leeuw · Shouf Shouf! · The Sopranos · Stellenbosch ** · Studio Spaan · Thank God It's Friday · Twee voor twaalf · Unit 13 · De verrukkelijke 85 · Vroege Vogels TV · Vuurzee · Waltz ** · De Wereld Draait Door · De wereld van Boudewijn Büch · Wie steelt mijn show? · X De Leeuw · Zembla

*: In samenwerking met NPS en NOS     **: In samenwerking met AVROTROS en VPRO